# Dicranota (Rhaphidolabis) obesistyla
Dicranota (Rhaphidolabis) obesistyla is een tweevleugelige uit de familie Pediciidae. De soort komt voor in het Oriëntaals gebied.